# Ferrari F92A
Ferrari F92A — гоночный автомобиль с открытыми колёсами команды Scuderia Ferrari, выступавший в Чемпионате мира Формулы-1 сезона 1992 года.

## История
Шасси с индексом F92A использовалось в первых одиннадцати гонках сезона, на Гран-при Бельгии его сменило шасси с индексом F92AТ, которое отличалось семиступенчатой коробкой передач и использовалось до конца года.
Лучшими результатами стали два третьих места Жана Алези, команда заняла четвёртое место в Кубке конструкторов.
Никола Ларини, заменивший в последних двух Гран-при за рулём второй машины Иван Капелли, использовал доработанную версию шасси, получившую индекс F9200, оснащённую активной подвеской. Она была на 30 кг тяжелее, чем автомобиль Алези. Это были первые разработки для команды, и Ларини оба раза финишировал вне зачётных очков.

## Результаты в чемпионате мира Формулы-1
| Год  | Шасси      | Двигатель            | Шины | Пилоты  | 1    | 2    | 3   | 4   | 5    | 6    | 7    | 8    | 9    | 10   | 11   | 12   | 13   | 14   | 15  | 16  | Место | Очки |
| ---- | ---------- | -------------------- | ---- | ------- | ---- | ---- | --- | --- | ---- | ---- | ---- | ---- | ---- | ---- | ---- | ---- | ---- | ---- | --- | --- | ----- | ---- |
| 1992 | F92A F92AT | Ferrari 040 3,5, V12 | G    |         | ЮАР  | МЕК  | БРА | ИСП | САН  | МОН  | КАН  | ФРА  | ВЕЛ  | ГЕР  | ВЕН  | БЕЛ  | ИТА  | ПОР  | ЯПО | АВС | 4     | 21   |
| 1992 | F92A F92AT | Ferrari 040 3,5, V12 | G    | Алези   | Сход | Сход | 4   | 3   | Сход | Сход | 3    | Сход | Сход | 5    | Сход | Сход | Сход | Сход | 5   | 4   | 4     | 21   |
| 1992 | F92A F92AT | Ferrari 040 3,5, V12 | G    | Капелли | Сход | Сход | 5   | 10  | Сход | Сход | Сход | Сход | 9    | Сход | 6    | Сход | Сход | Сход |     |     | 4     | 21   |
| 1992 | F92A F92AT | Ferrari 040 3,5, V12 | G    | Ларини  |      |      |     |     |      |      |      |      |      |      |      |      |      |      | 12  | 11  | 4     | 21   |

| Легенда к таблице |                                                                    |
| --- | ------------------------------------------------------------------ |
| В таблице перечислены результаты всех Гран-при Формулы-1, в которых использовался автомобиль. Строками таблицы являются сезоны, столбцами — этапы чемпионата мира. В каждой клетке указаны сокращённое название этапа и результат, дополнительно обозначенный цветом. Расшифровка обозначений и цветов представлена в нижеследующей таблице. |                                                                    |
| \| Пример \| Описание \| \| ------------ \| ------------------------------------------------------------------ \| \| 1 \| Победитель \| \| 2 \| Второе место \| \| 3 \| Третье место \| \| 5 \| Финишировал, заработав очки \| \| Сход \| Не финишировал, но при этом заработал очки \| \| 12 \| Финишировал, не получив очков \| \| НКЛ \| Финишировал, но не попал в финальную классификацию \| \| 15 \| Участвовал вне зачёта, либо по отдельной классификации \| \| 18 \| Не финишировал, но попал в финальную классификацию \| \| Сход \| Не финишировал \| \| НКВ \| Не прошёл квалификацию \| \| НПКВ \| Не прошёл предквалификацию \| \| ДСК \| Дисквалифицирован \| \| ИСК \| Исключён из протокола соревнований \| \| ТТ \| Заявлен для участия только в тренировках \| \| НС \| Участвовал в квалификации, но не стартовал в гонке \| \| Т \| Травмирован или болен \| \| ОТК \| Отказ от участия \| \| НТР \| Прибыл на соревнования, но на трассу не выезжал \| \| НПР \| Был заявлен в числе участников, но не прибыл к началу соревнований \| \| О \| Соревнования отменены \| \| \| Не участвовал \| \| Поул-позиция \| \| \| Быстрый круг \| \| |                                                                    |
| Пример | Описание                                                           |
| 1 | Победитель                                                         |
| 2 | Второе место                                                       |
| 3 | Третье место                                                       |
| 5 | Финишировал, заработав очки                                        |
| Сход | Не финишировал, но при этом заработал очки                         |
| 12 | Финишировал, не получив очков                                      |
| НКЛ | Финишировал, но не попал в финальную классификацию                 |
| 15 | Участвовал вне зачёта, либо по отдельной классификации             |
| 18 | Не финишировал, но попал в финальную классификацию                 |
| Сход | Не финишировал                                                     |
| НКВ | Не прошёл квалификацию                                             |
| НПКВ | Не прошёл предквалификацию                                         |
| ДСК | Дисквалифицирован                                                  |
| ИСК | Исключён из протокола соревнований                                 |
| ТТ | Заявлен для участия только в тренировках                           |
| НС | Участвовал в квалификации, но не стартовал в гонке                 |
| Т | Травмирован или болен                                              |
| ОТК | Отказ от участия                                                   |
| НТР | Прибыл на соревнования, но на трассу не выезжал                    |
| НПР | Был заявлен в числе участников, но не прибыл к началу соревнований |
| О | Соревнования отменены                                              |
| | Не участвовал                                                      |
| Поул-позиция |                                                                    |
| Быстрый круг |                                                                    |